# Schacköppning
Den här artikeln använder algebraisk schacknotation för att beskriva schackdragen.
|   | a | b | c | d | e | f | g | h |   |
| 8 | a8 svart torn · b8 svart springare · c8 svart löpare · d8 svart drottning · e8 svart kung · f8 svart löpare · g8 svart springare · h8 svart torn · a7 svart bonde · b7 svart bonde · c7 svart bonde · d7 svart bonde · e7 svart bonde · f7 svart bonde · g7 svart bonde · h7 svart bonde · c4 vit bonde · a2 vit bonde · b2 vit bonde · d2 vit bonde · e2 vit bonde · f2 vit bonde · g2 vit bonde · h2 vit bonde · a1 vit torn · b1 vit springare · c1 vit löpare · d1 vit drottning · e1 vit kung · f1 vit löpare · g1 vit springare · h1 vit torn | a8 svart torn · b8 svart springare · c8 svart löpare · d8 svart drottning · e8 svart kung · f8 svart löpare · g8 svart springare · h8 svart torn · a7 svart bonde · b7 svart bonde · c7 svart bonde · d7 svart bonde · e7 svart bonde · f7 svart bonde · g7 svart bonde · h7 svart bonde · c4 vit bonde · a2 vit bonde · b2 vit bonde · d2 vit bonde · e2 vit bonde · f2 vit bonde · g2 vit bonde · h2 vit bonde · a1 vit torn · b1 vit springare · c1 vit löpare · d1 vit drottning · e1 vit kung · f1 vit löpare · g1 vit springare · h1 vit torn | a8 svart torn · b8 svart springare · c8 svart löpare · d8 svart drottning · e8 svart kung · f8 svart löpare · g8 svart springare · h8 svart torn · a7 svart bonde · b7 svart bonde · c7 svart bonde · d7 svart bonde · e7 svart bonde · f7 svart bonde · g7 svart bonde · h7 svart bonde · c4 vit bonde · a2 vit bonde · b2 vit bonde · d2 vit bonde · e2 vit bonde · f2 vit bonde · g2 vit bonde · h2 vit bonde · a1 vit torn · b1 vit springare · c1 vit löpare · d1 vit drottning · e1 vit kung · f1 vit löpare · g1 vit springare · h1 vit torn | a8 svart torn · b8 svart springare · c8 svart löpare · d8 svart drottning · e8 svart kung · f8 svart löpare · g8 svart springare · h8 svart torn · a7 svart bonde · b7 svart bonde · c7 svart bonde · d7 svart bonde · e7 svart bonde · f7 svart bonde · g7 svart bonde · h7 svart bonde · c4 vit bonde · a2 vit bonde · b2 vit bonde · d2 vit bonde · e2 vit bonde · f2 vit bonde · g2 vit bonde · h2 vit bonde · a1 vit torn · b1 vit springare · c1 vit löpare · d1 vit drottning · e1 vit kung · f1 vit löpare · g1 vit springare · h1 vit torn | a8 svart torn · b8 svart springare · c8 svart löpare · d8 svart drottning · e8 svart kung · f8 svart löpare · g8 svart springare · h8 svart torn · a7 svart bonde · b7 svart bonde · c7 svart bonde · d7 svart bonde · e7 svart bonde · f7 svart bonde · g7 svart bonde · h7 svart bonde · c4 vit bonde · a2 vit bonde · b2 vit bonde · d2 vit bonde · e2 vit bonde · f2 vit bonde · g2 vit bonde · h2 vit bonde · a1 vit torn · b1 vit springare · c1 vit löpare · d1 vit drottning · e1 vit kung · f1 vit löpare · g1 vit springare · h1 vit torn | a8 svart torn · b8 svart springare · c8 svart löpare · d8 svart drottning · e8 svart kung · f8 svart löpare · g8 svart springare · h8 svart torn · a7 svart bonde · b7 svart bonde · c7 svart bonde · d7 svart bonde · e7 svart bonde · f7 svart bonde · g7 svart bonde · h7 svart bonde · c4 vit bonde · a2 vit bonde · b2 vit bonde · d2 vit bonde · e2 vit bonde · f2 vit bonde · g2 vit bonde · h2 vit bonde · a1 vit torn · b1 vit springare · c1 vit löpare · d1 vit drottning · e1 vit kung · f1 vit löpare · g1 vit springare · h1 vit torn | a8 svart torn · b8 svart springare · c8 svart löpare · d8 svart drottning · e8 svart kung · f8 svart löpare · g8 svart springare · h8 svart torn · a7 svart bonde · b7 svart bonde · c7 svart bonde · d7 svart bonde · e7 svart bonde · f7 svart bonde · g7 svart bonde · h7 svart bonde · c4 vit bonde · a2 vit bonde · b2 vit bonde · d2 vit bonde · e2 vit bonde · f2 vit bonde · g2 vit bonde · h2 vit bonde · a1 vit torn · b1 vit springare · c1 vit löpare · d1 vit drottning · e1 vit kung · f1 vit löpare · g1 vit springare · h1 vit torn | a8 svart torn · b8 svart springare · c8 svart löpare · d8 svart drottning · e8 svart kung · f8 svart löpare · g8 svart springare · h8 svart torn · a7 svart bonde · b7 svart bonde · c7 svart bonde · d7 svart bonde · e7 svart bonde · f7 svart bonde · g7 svart bonde · h7 svart bonde · c4 vit bonde · a2 vit bonde · b2 vit bonde · d2 vit bonde · e2 vit bonde · f2 vit bonde · g2 vit bonde · h2 vit bonde · a1 vit torn · b1 vit springare · c1 vit löpare · d1 vit drottning · e1 vit kung · f1 vit löpare · g1 vit springare · h1 vit torn | 8 |
| 7 | a8 svart torn · b8 svart springare · c8 svart löpare · d8 svart drottning · e8 svart kung · f8 svart löpare · g8 svart springare · h8 svart torn · a7 svart bonde · b7 svart bonde · c7 svart bonde · d7 svart bonde · e7 svart bonde · f7 svart bonde · g7 svart bonde · h7 svart bonde · c4 vit bonde · a2 vit bonde · b2 vit bonde · d2 vit bonde · e2 vit bonde · f2 vit bonde · g2 vit bonde · h2 vit bonde · a1 vit torn · b1 vit springare · c1 vit löpare · d1 vit drottning · e1 vit kung · f1 vit löpare · g1 vit springare · h1 vit torn | a8 svart torn · b8 svart springare · c8 svart löpare · d8 svart drottning · e8 svart kung · f8 svart löpare · g8 svart springare · h8 svart torn · a7 svart bonde · b7 svart bonde · c7 svart bonde · d7 svart bonde · e7 svart bonde · f7 svart bonde · g7 svart bonde · h7 svart bonde · c4 vit bonde · a2 vit bonde · b2 vit bonde · d2 vit bonde · e2 vit bonde · f2 vit bonde · g2 vit bonde · h2 vit bonde · a1 vit torn · b1 vit springare · c1 vit löpare · d1 vit drottning · e1 vit kung · f1 vit löpare · g1 vit springare · h1 vit torn | a8 svart torn · b8 svart springare · c8 svart löpare · d8 svart drottning · e8 svart kung · f8 svart löpare · g8 svart springare · h8 svart torn · a7 svart bonde · b7 svart bonde · c7 svart bonde · d7 svart bonde · e7 svart bonde · f7 svart bonde · g7 svart bonde · h7 svart bonde · c4 vit bonde · a2 vit bonde · b2 vit bonde · d2 vit bonde · e2 vit bonde · f2 vit bonde · g2 vit bonde · h2 vit bonde · a1 vit torn · b1 vit springare · c1 vit löpare · d1 vit drottning · e1 vit kung · f1 vit löpare · g1 vit springare · h1 vit torn | a8 svart torn · b8 svart springare · c8 svart löpare · d8 svart drottning · e8 svart kung · f8 svart löpare · g8 svart springare · h8 svart torn · a7 svart bonde · b7 svart bonde · c7 svart bonde · d7 svart bonde · e7 svart bonde · f7 svart bonde · g7 svart bonde · h7 svart bonde · c4 vit bonde · a2 vit bonde · b2 vit bonde · d2 vit bonde · e2 vit bonde · f2 vit bonde · g2 vit bonde · h2 vit bonde · a1 vit torn · b1 vit springare · c1 vit löpare · d1 vit drottning · e1 vit kung · f1 vit löpare · g1 vit springare · h1 vit torn | a8 svart torn · b8 svart springare · c8 svart löpare · d8 svart drottning · e8 svart kung · f8 svart löpare · g8 svart springare · h8 svart torn · a7 svart bonde · b7 svart bonde · c7 svart bonde · d7 svart bonde · e7 svart bonde · f7 svart bonde · g7 svart bonde · h7 svart bonde · c4 vit bonde · a2 vit bonde · b2 vit bonde · d2 vit bonde · e2 vit bonde · f2 vit bonde · g2 vit bonde · h2 vit bonde · a1 vit torn · b1 vit springare · c1 vit löpare · d1 vit drottning · e1 vit kung · f1 vit löpare · g1 vit springare · h1 vit torn | a8 svart torn · b8 svart springare · c8 svart löpare · d8 svart drottning · e8 svart kung · f8 svart löpare · g8 svart springare · h8 svart torn · a7 svart bonde · b7 svart bonde · c7 svart bonde · d7 svart bonde · e7 svart bonde · f7 svart bonde · g7 svart bonde · h7 svart bonde · c4 vit bonde · a2 vit bonde · b2 vit bonde · d2 vit bonde · e2 vit bonde · f2 vit bonde · g2 vit bonde · h2 vit bonde · a1 vit torn · b1 vit springare · c1 vit löpare · d1 vit drottning · e1 vit kung · f1 vit löpare · g1 vit springare · h1 vit torn | a8 svart torn · b8 svart springare · c8 svart löpare · d8 svart drottning · e8 svart kung · f8 svart löpare · g8 svart springare · h8 svart torn · a7 svart bonde · b7 svart bonde · c7 svart bonde · d7 svart bonde · e7 svart bonde · f7 svart bonde · g7 svart bonde · h7 svart bonde · c4 vit bonde · a2 vit bonde · b2 vit bonde · d2 vit bonde · e2 vit bonde · f2 vit bonde · g2 vit bonde · h2 vit bonde · a1 vit torn · b1 vit springare · c1 vit löpare · d1 vit drottning · e1 vit kung · f1 vit löpare · g1 vit springare · h1 vit torn | a8 svart torn · b8 svart springare · c8 svart löpare · d8 svart drottning · e8 svart kung · f8 svart löpare · g8 svart springare · h8 svart torn · a7 svart bonde · b7 svart bonde · c7 svart bonde · d7 svart bonde · e7 svart bonde · f7 svart bonde · g7 svart bonde · h7 svart bonde · c4 vit bonde · a2 vit bonde · b2 vit bonde · d2 vit bonde · e2 vit bonde · f2 vit bonde · g2 vit bonde · h2 vit bonde · a1 vit torn · b1 vit springare · c1 vit löpare · d1 vit drottning · e1 vit kung · f1 vit löpare · g1 vit springare · h1 vit torn | 7 |
| 6 | a8 svart torn · b8 svart springare · c8 svart löpare · d8 svart drottning · e8 svart kung · f8 svart löpare · g8 svart springare · h8 svart torn · a7 svart bonde · b7 svart bonde · c7 svart bonde · d7 svart bonde · e7 svart bonde · f7 svart bonde · g7 svart bonde · h7 svart bonde · c4 vit bonde · a2 vit bonde · b2 vit bonde · d2 vit bonde · e2 vit bonde · f2 vit bonde · g2 vit bonde · h2 vit bonde · a1 vit torn · b1 vit springare · c1 vit löpare · d1 vit drottning · e1 vit kung · f1 vit löpare · g1 vit springare · h1 vit torn | a8 svart torn · b8 svart springare · c8 svart löpare · d8 svart drottning · e8 svart kung · f8 svart löpare · g8 svart springare · h8 svart torn · a7 svart bonde · b7 svart bonde · c7 svart bonde · d7 svart bonde · e7 svart bonde · f7 svart bonde · g7 svart bonde · h7 svart bonde · c4 vit bonde · a2 vit bonde · b2 vit bonde · d2 vit bonde · e2 vit bonde · f2 vit bonde · g2 vit bonde · h2 vit bonde · a1 vit torn · b1 vit springare · c1 vit löpare · d1 vit drottning · e1 vit kung · f1 vit löpare · g1 vit springare · h1 vit torn | a8 svart torn · b8 svart springare · c8 svart löpare · d8 svart drottning · e8 svart kung · f8 svart löpare · g8 svart springare · h8 svart torn · a7 svart bonde · b7 svart bonde · c7 svart bonde · d7 svart bonde · e7 svart bonde · f7 svart bonde · g7 svart bonde · h7 svart bonde · c4 vit bonde · a2 vit bonde · b2 vit bonde · d2 vit bonde · e2 vit bonde · f2 vit bonde · g2 vit bonde · h2 vit bonde · a1 vit torn · b1 vit springare · c1 vit löpare · d1 vit drottning · e1 vit kung · f1 vit löpare · g1 vit springare · h1 vit torn | a8 svart torn · b8 svart springare · c8 svart löpare · d8 svart drottning · e8 svart kung · f8 svart löpare · g8 svart springare · h8 svart torn · a7 svart bonde · b7 svart bonde · c7 svart bonde · d7 svart bonde · e7 svart bonde · f7 svart bonde · g7 svart bonde · h7 svart bonde · c4 vit bonde · a2 vit bonde · b2 vit bonde · d2 vit bonde · e2 vit bonde · f2 vit bonde · g2 vit bonde · h2 vit bonde · a1 vit torn · b1 vit springare · c1 vit löpare · d1 vit drottning · e1 vit kung · f1 vit löpare · g1 vit springare · h1 vit torn | a8 svart torn · b8 svart springare · c8 svart löpare · d8 svart drottning · e8 svart kung · f8 svart löpare · g8 svart springare · h8 svart torn · a7 svart bonde · b7 svart bonde · c7 svart bonde · d7 svart bonde · e7 svart bonde · f7 svart bonde · g7 svart bonde · h7 svart bonde · c4 vit bonde · a2 vit bonde · b2 vit bonde · d2 vit bonde · e2 vit bonde · f2 vit bonde · g2 vit bonde · h2 vit bonde · a1 vit torn · b1 vit springare · c1 vit löpare · d1 vit drottning · e1 vit kung · f1 vit löpare · g1 vit springare · h1 vit torn | a8 svart torn · b8 svart springare · c8 svart löpare · d8 svart drottning · e8 svart kung · f8 svart löpare · g8 svart springare · h8 svart torn · a7 svart bonde · b7 svart bonde · c7 svart bonde · d7 svart bonde · e7 svart bonde · f7 svart bonde · g7 svart bonde · h7 svart bonde · c4 vit bonde · a2 vit bonde · b2 vit bonde · d2 vit bonde · e2 vit bonde · f2 vit bonde · g2 vit bonde · h2 vit bonde · a1 vit torn · b1 vit springare · c1 vit löpare · d1 vit drottning · e1 vit kung · f1 vit löpare · g1 vit springare · h1 vit torn | a8 svart torn · b8 svart springare · c8 svart löpare · d8 svart drottning · e8 svart kung · f8 svart löpare · g8 svart springare · h8 svart torn · a7 svart bonde · b7 svart bonde · c7 svart bonde · d7 svart bonde · e7 svart bonde · f7 svart bonde · g7 svart bonde · h7 svart bonde · c4 vit bonde · a2 vit bonde · b2 vit bonde · d2 vit bonde · e2 vit bonde · f2 vit bonde · g2 vit bonde · h2 vit bonde · a1 vit torn · b1 vit springare · c1 vit löpare · d1 vit drottning · e1 vit kung · f1 vit löpare · g1 vit springare · h1 vit torn | a8 svart torn · b8 svart springare · c8 svart löpare · d8 svart drottning · e8 svart kung · f8 svart löpare · g8 svart springare · h8 svart torn · a7 svart bonde · b7 svart bonde · c7 svart bonde · d7 svart bonde · e7 svart bonde · f7 svart bonde · g7 svart bonde · h7 svart bonde · c4 vit bonde · a2 vit bonde · b2 vit bonde · d2 vit bonde · e2 vit bonde · f2 vit bonde · g2 vit bonde · h2 vit bonde · a1 vit torn · b1 vit springare · c1 vit löpare · d1 vit drottning · e1 vit kung · f1 vit löpare · g1 vit springare · h1 vit torn | 6 |
| 5 | a8 svart torn · b8 svart springare · c8 svart löpare · d8 svart drottning · e8 svart kung · f8 svart löpare · g8 svart springare · h8 svart torn · a7 svart bonde · b7 svart bonde · c7 svart bonde · d7 svart bonde · e7 svart bonde · f7 svart bonde · g7 svart bonde · h7 svart bonde · c4 vit bonde · a2 vit bonde · b2 vit bonde · d2 vit bonde · e2 vit bonde · f2 vit bonde · g2 vit bonde · h2 vit bonde · a1 vit torn · b1 vit springare · c1 vit löpare · d1 vit drottning · e1 vit kung · f1 vit löpare · g1 vit springare · h1 vit torn | a8 svart torn · b8 svart springare · c8 svart löpare · d8 svart drottning · e8 svart kung · f8 svart löpare · g8 svart springare · h8 svart torn · a7 svart bonde · b7 svart bonde · c7 svart bonde · d7 svart bonde · e7 svart bonde · f7 svart bonde · g7 svart bonde · h7 svart bonde · c4 vit bonde · a2 vit bonde · b2 vit bonde · d2 vit bonde · e2 vit bonde · f2 vit bonde · g2 vit bonde · h2 vit bonde · a1 vit torn · b1 vit springare · c1 vit löpare · d1 vit drottning · e1 vit kung · f1 vit löpare · g1 vit springare · h1 vit torn | a8 svart torn · b8 svart springare · c8 svart löpare · d8 svart drottning · e8 svart kung · f8 svart löpare · g8 svart springare · h8 svart torn · a7 svart bonde · b7 svart bonde · c7 svart bonde · d7 svart bonde · e7 svart bonde · f7 svart bonde · g7 svart bonde · h7 svart bonde · c4 vit bonde · a2 vit bonde · b2 vit bonde · d2 vit bonde · e2 vit bonde · f2 vit bonde · g2 vit bonde · h2 vit bonde · a1 vit torn · b1 vit springare · c1 vit löpare · d1 vit drottning · e1 vit kung · f1 vit löpare · g1 vit springare · h1 vit torn | a8 svart torn · b8 svart springare · c8 svart löpare · d8 svart drottning · e8 svart kung · f8 svart löpare · g8 svart springare · h8 svart torn · a7 svart bonde · b7 svart bonde · c7 svart bonde · d7 svart bonde · e7 svart bonde · f7 svart bonde · g7 svart bonde · h7 svart bonde · c4 vit bonde · a2 vit bonde · b2 vit bonde · d2 vit bonde · e2 vit bonde · f2 vit bonde · g2 vit bonde · h2 vit bonde · a1 vit torn · b1 vit springare · c1 vit löpare · d1 vit drottning · e1 vit kung · f1 vit löpare · g1 vit springare · h1 vit torn | a8 svart torn · b8 svart springare · c8 svart löpare · d8 svart drottning · e8 svart kung · f8 svart löpare · g8 svart springare · h8 svart torn · a7 svart bonde · b7 svart bonde · c7 svart bonde · d7 svart bonde · e7 svart bonde · f7 svart bonde · g7 svart bonde · h7 svart bonde · c4 vit bonde · a2 vit bonde · b2 vit bonde · d2 vit bonde · e2 vit bonde · f2 vit bonde · g2 vit bonde · h2 vit bonde · a1 vit torn · b1 vit springare · c1 vit löpare · d1 vit drottning · e1 vit kung · f1 vit löpare · g1 vit springare · h1 vit torn | a8 svart torn · b8 svart springare · c8 svart löpare · d8 svart drottning · e8 svart kung · f8 svart löpare · g8 svart springare · h8 svart torn · a7 svart bonde · b7 svart bonde · c7 svart bonde · d7 svart bonde · e7 svart bonde · f7 svart bonde · g7 svart bonde · h7 svart bonde · c4 vit bonde · a2 vit bonde · b2 vit bonde · d2 vit bonde · e2 vit bonde · f2 vit bonde · g2 vit bonde · h2 vit bonde · a1 vit torn · b1 vit springare · c1 vit löpare · d1 vit drottning · e1 vit kung · f1 vit löpare · g1 vit springare · h1 vit torn | a8 svart torn · b8 svart springare · c8 svart löpare · d8 svart drottning · e8 svart kung · f8 svart löpare · g8 svart springare · h8 svart torn · a7 svart bonde · b7 svart bonde · c7 svart bonde · d7 svart bonde · e7 svart bonde · f7 svart bonde · g7 svart bonde · h7 svart bonde · c4 vit bonde · a2 vit bonde · b2 vit bonde · d2 vit bonde · e2 vit bonde · f2 vit bonde · g2 vit bonde · h2 vit bonde · a1 vit torn · b1 vit springare · c1 vit löpare · d1 vit drottning · e1 vit kung · f1 vit löpare · g1 vit springare · h1 vit torn | a8 svart torn · b8 svart springare · c8 svart löpare · d8 svart drottning · e8 svart kung · f8 svart löpare · g8 svart springare · h8 svart torn · a7 svart bonde · b7 svart bonde · c7 svart bonde · d7 svart bonde · e7 svart bonde · f7 svart bonde · g7 svart bonde · h7 svart bonde · c4 vit bonde · a2 vit bonde · b2 vit bonde · d2 vit bonde · e2 vit bonde · f2 vit bonde · g2 vit bonde · h2 vit bonde · a1 vit torn · b1 vit springare · c1 vit löpare · d1 vit drottning · e1 vit kung · f1 vit löpare · g1 vit springare · h1 vit torn | 5 |
| 4 | a8 svart torn · b8 svart springare · c8 svart löpare · d8 svart drottning · e8 svart kung · f8 svart löpare · g8 svart springare · h8 svart torn · a7 svart bonde · b7 svart bonde · c7 svart bonde · d7 svart bonde · e7 svart bonde · f7 svart bonde · g7 svart bonde · h7 svart bonde · c4 vit bonde · a2 vit bonde · b2 vit bonde · d2 vit bonde · e2 vit bonde · f2 vit bonde · g2 vit bonde · h2 vit bonde · a1 vit torn · b1 vit springare · c1 vit löpare · d1 vit drottning · e1 vit kung · f1 vit löpare · g1 vit springare · h1 vit torn | a8 svart torn · b8 svart springare · c8 svart löpare · d8 svart drottning · e8 svart kung · f8 svart löpare · g8 svart springare · h8 svart torn · a7 svart bonde · b7 svart bonde · c7 svart bonde · d7 svart bonde · e7 svart bonde · f7 svart bonde · g7 svart bonde · h7 svart bonde · c4 vit bonde · a2 vit bonde · b2 vit bonde · d2 vit bonde · e2 vit bonde · f2 vit bonde · g2 vit bonde · h2 vit bonde · a1 vit torn · b1 vit springare · c1 vit löpare · d1 vit drottning · e1 vit kung · f1 vit löpare · g1 vit springare · h1 vit torn | a8 svart torn · b8 svart springare · c8 svart löpare · d8 svart drottning · e8 svart kung · f8 svart löpare · g8 svart springare · h8 svart torn · a7 svart bonde · b7 svart bonde · c7 svart bonde · d7 svart bonde · e7 svart bonde · f7 svart bonde · g7 svart bonde · h7 svart bonde · c4 vit bonde · a2 vit bonde · b2 vit bonde · d2 vit bonde · e2 vit bonde · f2 vit bonde · g2 vit bonde · h2 vit bonde · a1 vit torn · b1 vit springare · c1 vit löpare · d1 vit drottning · e1 vit kung · f1 vit löpare · g1 vit springare · h1 vit torn | a8 svart torn · b8 svart springare · c8 svart löpare · d8 svart drottning · e8 svart kung · f8 svart löpare · g8 svart springare · h8 svart torn · a7 svart bonde · b7 svart bonde · c7 svart bonde · d7 svart bonde · e7 svart bonde · f7 svart bonde · g7 svart bonde · h7 svart bonde · c4 vit bonde · a2 vit bonde · b2 vit bonde · d2 vit bonde · e2 vit bonde · f2 vit bonde · g2 vit bonde · h2 vit bonde · a1 vit torn · b1 vit springare · c1 vit löpare · d1 vit drottning · e1 vit kung · f1 vit löpare · g1 vit springare · h1 vit torn | a8 svart torn · b8 svart springare · c8 svart löpare · d8 svart drottning · e8 svart kung · f8 svart löpare · g8 svart springare · h8 svart torn · a7 svart bonde · b7 svart bonde · c7 svart bonde · d7 svart bonde · e7 svart bonde · f7 svart bonde · g7 svart bonde · h7 svart bonde · c4 vit bonde · a2 vit bonde · b2 vit bonde · d2 vit bonde · e2 vit bonde · f2 vit bonde · g2 vit bonde · h2 vit bonde · a1 vit torn · b1 vit springare · c1 vit löpare · d1 vit drottning · e1 vit kung · f1 vit löpare · g1 vit springare · h1 vit torn | a8 svart torn · b8 svart springare · c8 svart löpare · d8 svart drottning · e8 svart kung · f8 svart löpare · g8 svart springare · h8 svart torn · a7 svart bonde · b7 svart bonde · c7 svart bonde · d7 svart bonde · e7 svart bonde · f7 svart bonde · g7 svart bonde · h7 svart bonde · c4 vit bonde · a2 vit bonde · b2 vit bonde · d2 vit bonde · e2 vit bonde · f2 vit bonde · g2 vit bonde · h2 vit bonde · a1 vit torn · b1 vit springare · c1 vit löpare · d1 vit drottning · e1 vit kung · f1 vit löpare · g1 vit springare · h1 vit torn | a8 svart torn · b8 svart springare · c8 svart löpare · d8 svart drottning · e8 svart kung · f8 svart löpare · g8 svart springare · h8 svart torn · a7 svart bonde · b7 svart bonde · c7 svart bonde · d7 svart bonde · e7 svart bonde · f7 svart bonde · g7 svart bonde · h7 svart bonde · c4 vit bonde · a2 vit bonde · b2 vit bonde · d2 vit bonde · e2 vit bonde · f2 vit bonde · g2 vit bonde · h2 vit bonde · a1 vit torn · b1 vit springare · c1 vit löpare · d1 vit drottning · e1 vit kung · f1 vit löpare · g1 vit springare · h1 vit torn | a8 svart torn · b8 svart springare · c8 svart löpare · d8 svart drottning · e8 svart kung · f8 svart löpare · g8 svart springare · h8 svart torn · a7 svart bonde · b7 svart bonde · c7 svart bonde · d7 svart bonde · e7 svart bonde · f7 svart bonde · g7 svart bonde · h7 svart bonde · c4 vit bonde · a2 vit bonde · b2 vit bonde · d2 vit bonde · e2 vit bonde · f2 vit bonde · g2 vit bonde · h2 vit bonde · a1 vit torn · b1 vit springare · c1 vit löpare · d1 vit drottning · e1 vit kung · f1 vit löpare · g1 vit springare · h1 vit torn | 4 |
| 3 | a8 svart torn · b8 svart springare · c8 svart löpare · d8 svart drottning · e8 svart kung · f8 svart löpare · g8 svart springare · h8 svart torn · a7 svart bonde · b7 svart bonde · c7 svart bonde · d7 svart bonde · e7 svart bonde · f7 svart bonde · g7 svart bonde · h7 svart bonde · c4 vit bonde · a2 vit bonde · b2 vit bonde · d2 vit bonde · e2 vit bonde · f2 vit bonde · g2 vit bonde · h2 vit bonde · a1 vit torn · b1 vit springare · c1 vit löpare · d1 vit drottning · e1 vit kung · f1 vit löpare · g1 vit springare · h1 vit torn | a8 svart torn · b8 svart springare · c8 svart löpare · d8 svart drottning · e8 svart kung · f8 svart löpare · g8 svart springare · h8 svart torn · a7 svart bonde · b7 svart bonde · c7 svart bonde · d7 svart bonde · e7 svart bonde · f7 svart bonde · g7 svart bonde · h7 svart bonde · c4 vit bonde · a2 vit bonde · b2 vit bonde · d2 vit bonde · e2 vit bonde · f2 vit bonde · g2 vit bonde · h2 vit bonde · a1 vit torn · b1 vit springare · c1 vit löpare · d1 vit drottning · e1 vit kung · f1 vit löpare · g1 vit springare · h1 vit torn | a8 svart torn · b8 svart springare · c8 svart löpare · d8 svart drottning · e8 svart kung · f8 svart löpare · g8 svart springare · h8 svart torn · a7 svart bonde · b7 svart bonde · c7 svart bonde · d7 svart bonde · e7 svart bonde · f7 svart bonde · g7 svart bonde · h7 svart bonde · c4 vit bonde · a2 vit bonde · b2 vit bonde · d2 vit bonde · e2 vit bonde · f2 vit bonde · g2 vit bonde · h2 vit bonde · a1 vit torn · b1 vit springare · c1 vit löpare · d1 vit drottning · e1 vit kung · f1 vit löpare · g1 vit springare · h1 vit torn | a8 svart torn · b8 svart springare · c8 svart löpare · d8 svart drottning · e8 svart kung · f8 svart löpare · g8 svart springare · h8 svart torn · a7 svart bonde · b7 svart bonde · c7 svart bonde · d7 svart bonde · e7 svart bonde · f7 svart bonde · g7 svart bonde · h7 svart bonde · c4 vit bonde · a2 vit bonde · b2 vit bonde · d2 vit bonde · e2 vit bonde · f2 vit bonde · g2 vit bonde · h2 vit bonde · a1 vit torn · b1 vit springare · c1 vit löpare · d1 vit drottning · e1 vit kung · f1 vit löpare · g1 vit springare · h1 vit torn | a8 svart torn · b8 svart springare · c8 svart löpare · d8 svart drottning · e8 svart kung · f8 svart löpare · g8 svart springare · h8 svart torn · a7 svart bonde · b7 svart bonde · c7 svart bonde · d7 svart bonde · e7 svart bonde · f7 svart bonde · g7 svart bonde · h7 svart bonde · c4 vit bonde · a2 vit bonde · b2 vit bonde · d2 vit bonde · e2 vit bonde · f2 vit bonde · g2 vit bonde · h2 vit bonde · a1 vit torn · b1 vit springare · c1 vit löpare · d1 vit drottning · e1 vit kung · f1 vit löpare · g1 vit springare · h1 vit torn | a8 svart torn · b8 svart springare · c8 svart löpare · d8 svart drottning · e8 svart kung · f8 svart löpare · g8 svart springare · h8 svart torn · a7 svart bonde · b7 svart bonde · c7 svart bonde · d7 svart bonde · e7 svart bonde · f7 svart bonde · g7 svart bonde · h7 svart bonde · c4 vit bonde · a2 vit bonde · b2 vit bonde · d2 vit bonde · e2 vit bonde · f2 vit bonde · g2 vit bonde · h2 vit bonde · a1 vit torn · b1 vit springare · c1 vit löpare · d1 vit drottning · e1 vit kung · f1 vit löpare · g1 vit springare · h1 vit torn | a8 svart torn · b8 svart springare · c8 svart löpare · d8 svart drottning · e8 svart kung · f8 svart löpare · g8 svart springare · h8 svart torn · a7 svart bonde · b7 svart bonde · c7 svart bonde · d7 svart bonde · e7 svart bonde · f7 svart bonde · g7 svart bonde · h7 svart bonde · c4 vit bonde · a2 vit bonde · b2 vit bonde · d2 vit bonde · e2 vit bonde · f2 vit bonde · g2 vit bonde · h2 vit bonde · a1 vit torn · b1 vit springare · c1 vit löpare · d1 vit drottning · e1 vit kung · f1 vit löpare · g1 vit springare · h1 vit torn | a8 svart torn · b8 svart springare · c8 svart löpare · d8 svart drottning · e8 svart kung · f8 svart löpare · g8 svart springare · h8 svart torn · a7 svart bonde · b7 svart bonde · c7 svart bonde · d7 svart bonde · e7 svart bonde · f7 svart bonde · g7 svart bonde · h7 svart bonde · c4 vit bonde · a2 vit bonde · b2 vit bonde · d2 vit bonde · e2 vit bonde · f2 vit bonde · g2 vit bonde · h2 vit bonde · a1 vit torn · b1 vit springare · c1 vit löpare · d1 vit drottning · e1 vit kung · f1 vit löpare · g1 vit springare · h1 vit torn | 3 |
| 2 | a8 svart torn · b8 svart springare · c8 svart löpare · d8 svart drottning · e8 svart kung · f8 svart löpare · g8 svart springare · h8 svart torn · a7 svart bonde · b7 svart bonde · c7 svart bonde · d7 svart bonde · e7 svart bonde · f7 svart bonde · g7 svart bonde · h7 svart bonde · c4 vit bonde · a2 vit bonde · b2 vit bonde · d2 vit bonde · e2 vit bonde · f2 vit bonde · g2 vit bonde · h2 vit bonde · a1 vit torn · b1 vit springare · c1 vit löpare · d1 vit drottning · e1 vit kung · f1 vit löpare · g1 vit springare · h1 vit torn | a8 svart torn · b8 svart springare · c8 svart löpare · d8 svart drottning · e8 svart kung · f8 svart löpare · g8 svart springare · h8 svart torn · a7 svart bonde · b7 svart bonde · c7 svart bonde · d7 svart bonde · e7 svart bonde · f7 svart bonde · g7 svart bonde · h7 svart bonde · c4 vit bonde · a2 vit bonde · b2 vit bonde · d2 vit bonde · e2 vit bonde · f2 vit bonde · g2 vit bonde · h2 vit bonde · a1 vit torn · b1 vit springare · c1 vit löpare · d1 vit drottning · e1 vit kung · f1 vit löpare · g1 vit springare · h1 vit torn | a8 svart torn · b8 svart springare · c8 svart löpare · d8 svart drottning · e8 svart kung · f8 svart löpare · g8 svart springare · h8 svart torn · a7 svart bonde · b7 svart bonde · c7 svart bonde · d7 svart bonde · e7 svart bonde · f7 svart bonde · g7 svart bonde · h7 svart bonde · c4 vit bonde · a2 vit bonde · b2 vit bonde · d2 vit bonde · e2 vit bonde · f2 vit bonde · g2 vit bonde · h2 vit bonde · a1 vit torn · b1 vit springare · c1 vit löpare · d1 vit drottning · e1 vit kung · f1 vit löpare · g1 vit springare · h1 vit torn | a8 svart torn · b8 svart springare · c8 svart löpare · d8 svart drottning · e8 svart kung · f8 svart löpare · g8 svart springare · h8 svart torn · a7 svart bonde · b7 svart bonde · c7 svart bonde · d7 svart bonde · e7 svart bonde · f7 svart bonde · g7 svart bonde · h7 svart bonde · c4 vit bonde · a2 vit bonde · b2 vit bonde · d2 vit bonde · e2 vit bonde · f2 vit bonde · g2 vit bonde · h2 vit bonde · a1 vit torn · b1 vit springare · c1 vit löpare · d1 vit drottning · e1 vit kung · f1 vit löpare · g1 vit springare · h1 vit torn | a8 svart torn · b8 svart springare · c8 svart löpare · d8 svart drottning · e8 svart kung · f8 svart löpare · g8 svart springare · h8 svart torn · a7 svart bonde · b7 svart bonde · c7 svart bonde · d7 svart bonde · e7 svart bonde · f7 svart bonde · g7 svart bonde · h7 svart bonde · c4 vit bonde · a2 vit bonde · b2 vit bonde · d2 vit bonde · e2 vit bonde · f2 vit bonde · g2 vit bonde · h2 vit bonde · a1 vit torn · b1 vit springare · c1 vit löpare · d1 vit drottning · e1 vit kung · f1 vit löpare · g1 vit springare · h1 vit torn | a8 svart torn · b8 svart springare · c8 svart löpare · d8 svart drottning · e8 svart kung · f8 svart löpare · g8 svart springare · h8 svart torn · a7 svart bonde · b7 svart bonde · c7 svart bonde · d7 svart bonde · e7 svart bonde · f7 svart bonde · g7 svart bonde · h7 svart bonde · c4 vit bonde · a2 vit bonde · b2 vit bonde · d2 vit bonde · e2 vit bonde · f2 vit bonde · g2 vit bonde · h2 vit bonde · a1 vit torn · b1 vit springare · c1 vit löpare · d1 vit drottning · e1 vit kung · f1 vit löpare · g1 vit springare · h1 vit torn | a8 svart torn · b8 svart springare · c8 svart löpare · d8 svart drottning · e8 svart kung · f8 svart löpare · g8 svart springare · h8 svart torn · a7 svart bonde · b7 svart bonde · c7 svart bonde · d7 svart bonde · e7 svart bonde · f7 svart bonde · g7 svart bonde · h7 svart bonde · c4 vit bonde · a2 vit bonde · b2 vit bonde · d2 vit bonde · e2 vit bonde · f2 vit bonde · g2 vit bonde · h2 vit bonde · a1 vit torn · b1 vit springare · c1 vit löpare · d1 vit drottning · e1 vit kung · f1 vit löpare · g1 vit springare · h1 vit torn | a8 svart torn · b8 svart springare · c8 svart löpare · d8 svart drottning · e8 svart kung · f8 svart löpare · g8 svart springare · h8 svart torn · a7 svart bonde · b7 svart bonde · c7 svart bonde · d7 svart bonde · e7 svart bonde · f7 svart bonde · g7 svart bonde · h7 svart bonde · c4 vit bonde · a2 vit bonde · b2 vit bonde · d2 vit bonde · e2 vit bonde · f2 vit bonde · g2 vit bonde · h2 vit bonde · a1 vit torn · b1 vit springare · c1 vit löpare · d1 vit drottning · e1 vit kung · f1 vit löpare · g1 vit springare · h1 vit torn | 2 |
| 1 | a8 svart torn · b8 svart springare · c8 svart löpare · d8 svart drottning · e8 svart kung · f8 svart löpare · g8 svart springare · h8 svart torn · a7 svart bonde · b7 svart bonde · c7 svart bonde · d7 svart bonde · e7 svart bonde · f7 svart bonde · g7 svart bonde · h7 svart bonde · c4 vit bonde · a2 vit bonde · b2 vit bonde · d2 vit bonde · e2 vit bonde · f2 vit bonde · g2 vit bonde · h2 vit bonde · a1 vit torn · b1 vit springare · c1 vit löpare · d1 vit drottning · e1 vit kung · f1 vit löpare · g1 vit springare · h1 vit torn | a8 svart torn · b8 svart springare · c8 svart löpare · d8 svart drottning · e8 svart kung · f8 svart löpare · g8 svart springare · h8 svart torn · a7 svart bonde · b7 svart bonde · c7 svart bonde · d7 svart bonde · e7 svart bonde · f7 svart bonde · g7 svart bonde · h7 svart bonde · c4 vit bonde · a2 vit bonde · b2 vit bonde · d2 vit bonde · e2 vit bonde · f2 vit bonde · g2 vit bonde · h2 vit bonde · a1 vit torn · b1 vit springare · c1 vit löpare · d1 vit drottning · e1 vit kung · f1 vit löpare · g1 vit springare · h1 vit torn | a8 svart torn · b8 svart springare · c8 svart löpare · d8 svart drottning · e8 svart kung · f8 svart löpare · g8 svart springare · h8 svart torn · a7 svart bonde · b7 svart bonde · c7 svart bonde · d7 svart bonde · e7 svart bonde · f7 svart bonde · g7 svart bonde · h7 svart bonde · c4 vit bonde · a2 vit bonde · b2 vit bonde · d2 vit bonde · e2 vit bonde · f2 vit bonde · g2 vit bonde · h2 vit bonde · a1 vit torn · b1 vit springare · c1 vit löpare · d1 vit drottning · e1 vit kung · f1 vit löpare · g1 vit springare · h1 vit torn | a8 svart torn · b8 svart springare · c8 svart löpare · d8 svart drottning · e8 svart kung · f8 svart löpare · g8 svart springare · h8 svart torn · a7 svart bonde · b7 svart bonde · c7 svart bonde · d7 svart bonde · e7 svart bonde · f7 svart bonde · g7 svart bonde · h7 svart bonde · c4 vit bonde · a2 vit bonde · b2 vit bonde · d2 vit bonde · e2 vit bonde · f2 vit bonde · g2 vit bonde · h2 vit bonde · a1 vit torn · b1 vit springare · c1 vit löpare · d1 vit drottning · e1 vit kung · f1 vit löpare · g1 vit springare · h1 vit torn | a8 svart torn · b8 svart springare · c8 svart löpare · d8 svart drottning · e8 svart kung · f8 svart löpare · g8 svart springare · h8 svart torn · a7 svart bonde · b7 svart bonde · c7 svart bonde · d7 svart bonde · e7 svart bonde · f7 svart bonde · g7 svart bonde · h7 svart bonde · c4 vit bonde · a2 vit bonde · b2 vit bonde · d2 vit bonde · e2 vit bonde · f2 vit bonde · g2 vit bonde · h2 vit bonde · a1 vit torn · b1 vit springare · c1 vit löpare · d1 vit drottning · e1 vit kung · f1 vit löpare · g1 vit springare · h1 vit torn | a8 svart torn · b8 svart springare · c8 svart löpare · d8 svart drottning · e8 svart kung · f8 svart löpare · g8 svart springare · h8 svart torn · a7 svart bonde · b7 svart bonde · c7 svart bonde · d7 svart bonde · e7 svart bonde · f7 svart bonde · g7 svart bonde · h7 svart bonde · c4 vit bonde · a2 vit bonde · b2 vit bonde · d2 vit bonde · e2 vit bonde · f2 vit bonde · g2 vit bonde · h2 vit bonde · a1 vit torn · b1 vit springare · c1 vit löpare · d1 vit drottning · e1 vit kung · f1 vit löpare · g1 vit springare · h1 vit torn | a8 svart torn · b8 svart springare · c8 svart löpare · d8 svart drottning · e8 svart kung · f8 svart löpare · g8 svart springare · h8 svart torn · a7 svart bonde · b7 svart bonde · c7 svart bonde · d7 svart bonde · e7 svart bonde · f7 svart bonde · g7 svart bonde · h7 svart bonde · c4 vit bonde · a2 vit bonde · b2 vit bonde · d2 vit bonde · e2 vit bonde · f2 vit bonde · g2 vit bonde · h2 vit bonde · a1 vit torn · b1 vit springare · c1 vit löpare · d1 vit drottning · e1 vit kung · f1 vit löpare · g1 vit springare · h1 vit torn | a8 svart torn · b8 svart springare · c8 svart löpare · d8 svart drottning · e8 svart kung · f8 svart löpare · g8 svart springare · h8 svart torn · a7 svart bonde · b7 svart bonde · c7 svart bonde · d7 svart bonde · e7 svart bonde · f7 svart bonde · g7 svart bonde · h7 svart bonde · c4 vit bonde · a2 vit bonde · b2 vit bonde · d2 vit bonde · e2 vit bonde · f2 vit bonde · g2 vit bonde · h2 vit bonde · a1 vit torn · b1 vit springare · c1 vit löpare · d1 vit drottning · e1 vit kung · f1 vit löpare · g1 vit springare · h1 vit torn | 1 |
|   | a | b | c | d | e | f | g | h |   |

Schacköppning, även kallad spelöppning, är de första dragen spelarna utför i ett schackparti. 
Man brukar skilja mellan öppning, mittspel och slutspel, där öppningen är spelets första fas. Öppningen leder in i spelets nästa fas, mittspelet, som i sin tur leder in i slutspelet. Gränsen mellan faserna är svår att definiera exakt.
I öppningsfasen försöker spelarna utveckla sina pjäser så att de blir aktiva och ta kontroll över de viktiga fälten i centrum av brädet. Ofta etableras en bondestruktur som påverkar planerna för mittspelet senare.
Det finns en omfattande spelöppningsteori med analyserade och dokumenterade öppningar. 
Det finns dussintals olika öppningar och hundratals varianter inom dessa öppningar. The Oxford Companion to Chess listar 1 327 namngivna öppningar och varianter.
Starka spelare spenderar mycket tid på att studera och förbereda öppningar och kan många av dessa varianter utantill. 

## Målen för öppningsspelet
I utgångsställningen är pjäserna illa placerade; de står outvecklade på första raden blockerade av bönderna, de har inget inflytande över fälten i centrum och kungen står utsatt i mitten av brädet.
Huvudmålen för öppningsspelet är därför att:
- Utveckla pjäserna till fält där de samverkar med varandra och deltar så mycket som möjligt i spelet
- Ta kontroll över centrum och skaffa en sund bondeställning
- Sätta kungen i säkerhet, oftast genom rockad.

Samtidigt försöker spelarna hindra motståndaren från att uppnå samma mål.

Ett annat mål för öppningsspelet kan sägas vara att leda in spelet i varianter som man själv är bekväm med och där man känner till spelöppningsteorin bättre än motståndaren.

### Utveckling av pjäserna
|   | a | b | c | d | e | f | g | h |   |
| 8 | g5 vit löpare · c4 vit löpare · d4 vit bonde · e4 vit bonde · c3 vit springare · f3 vit springare · a2 vit bonde · b2 vit bonde · c2 vit bonde · d2 vit drottning · f2 vit bonde · g2 vit bonde · h2 vit bonde · a1 vit torn · e1 vit torn · g1 vit kung | g5 vit löpare · c4 vit löpare · d4 vit bonde · e4 vit bonde · c3 vit springare · f3 vit springare · a2 vit bonde · b2 vit bonde · c2 vit bonde · d2 vit drottning · f2 vit bonde · g2 vit bonde · h2 vit bonde · a1 vit torn · e1 vit torn · g1 vit kung | g5 vit löpare · c4 vit löpare · d4 vit bonde · e4 vit bonde · c3 vit springare · f3 vit springare · a2 vit bonde · b2 vit bonde · c2 vit bonde · d2 vit drottning · f2 vit bonde · g2 vit bonde · h2 vit bonde · a1 vit torn · e1 vit torn · g1 vit kung | g5 vit löpare · c4 vit löpare · d4 vit bonde · e4 vit bonde · c3 vit springare · f3 vit springare · a2 vit bonde · b2 vit bonde · c2 vit bonde · d2 vit drottning · f2 vit bonde · g2 vit bonde · h2 vit bonde · a1 vit torn · e1 vit torn · g1 vit kung | g5 vit löpare · c4 vit löpare · d4 vit bonde · e4 vit bonde · c3 vit springare · f3 vit springare · a2 vit bonde · b2 vit bonde · c2 vit bonde · d2 vit drottning · f2 vit bonde · g2 vit bonde · h2 vit bonde · a1 vit torn · e1 vit torn · g1 vit kung | g5 vit löpare · c4 vit löpare · d4 vit bonde · e4 vit bonde · c3 vit springare · f3 vit springare · a2 vit bonde · b2 vit bonde · c2 vit bonde · d2 vit drottning · f2 vit bonde · g2 vit bonde · h2 vit bonde · a1 vit torn · e1 vit torn · g1 vit kung | g5 vit löpare · c4 vit löpare · d4 vit bonde · e4 vit bonde · c3 vit springare · f3 vit springare · a2 vit bonde · b2 vit bonde · c2 vit bonde · d2 vit drottning · f2 vit bonde · g2 vit bonde · h2 vit bonde · a1 vit torn · e1 vit torn · g1 vit kung | g5 vit löpare · c4 vit löpare · d4 vit bonde · e4 vit bonde · c3 vit springare · f3 vit springare · a2 vit bonde · b2 vit bonde · c2 vit bonde · d2 vit drottning · f2 vit bonde · g2 vit bonde · h2 vit bonde · a1 vit torn · e1 vit torn · g1 vit kung | 8 |
| 7 | g5 vit löpare · c4 vit löpare · d4 vit bonde · e4 vit bonde · c3 vit springare · f3 vit springare · a2 vit bonde · b2 vit bonde · c2 vit bonde · d2 vit drottning · f2 vit bonde · g2 vit bonde · h2 vit bonde · a1 vit torn · e1 vit torn · g1 vit kung | g5 vit löpare · c4 vit löpare · d4 vit bonde · e4 vit bonde · c3 vit springare · f3 vit springare · a2 vit bonde · b2 vit bonde · c2 vit bonde · d2 vit drottning · f2 vit bonde · g2 vit bonde · h2 vit bonde · a1 vit torn · e1 vit torn · g1 vit kung | g5 vit löpare · c4 vit löpare · d4 vit bonde · e4 vit bonde · c3 vit springare · f3 vit springare · a2 vit bonde · b2 vit bonde · c2 vit bonde · d2 vit drottning · f2 vit bonde · g2 vit bonde · h2 vit bonde · a1 vit torn · e1 vit torn · g1 vit kung | g5 vit löpare · c4 vit löpare · d4 vit bonde · e4 vit bonde · c3 vit springare · f3 vit springare · a2 vit bonde · b2 vit bonde · c2 vit bonde · d2 vit drottning · f2 vit bonde · g2 vit bonde · h2 vit bonde · a1 vit torn · e1 vit torn · g1 vit kung | g5 vit löpare · c4 vit löpare · d4 vit bonde · e4 vit bonde · c3 vit springare · f3 vit springare · a2 vit bonde · b2 vit bonde · c2 vit bonde · d2 vit drottning · f2 vit bonde · g2 vit bonde · h2 vit bonde · a1 vit torn · e1 vit torn · g1 vit kung | g5 vit löpare · c4 vit löpare · d4 vit bonde · e4 vit bonde · c3 vit springare · f3 vit springare · a2 vit bonde · b2 vit bonde · c2 vit bonde · d2 vit drottning · f2 vit bonde · g2 vit bonde · h2 vit bonde · a1 vit torn · e1 vit torn · g1 vit kung | g5 vit löpare · c4 vit löpare · d4 vit bonde · e4 vit bonde · c3 vit springare · f3 vit springare · a2 vit bonde · b2 vit bonde · c2 vit bonde · d2 vit drottning · f2 vit bonde · g2 vit bonde · h2 vit bonde · a1 vit torn · e1 vit torn · g1 vit kung | g5 vit löpare · c4 vit löpare · d4 vit bonde · e4 vit bonde · c3 vit springare · f3 vit springare · a2 vit bonde · b2 vit bonde · c2 vit bonde · d2 vit drottning · f2 vit bonde · g2 vit bonde · h2 vit bonde · a1 vit torn · e1 vit torn · g1 vit kung | 7 |
| 6 | g5 vit löpare · c4 vit löpare · d4 vit bonde · e4 vit bonde · c3 vit springare · f3 vit springare · a2 vit bonde · b2 vit bonde · c2 vit bonde · d2 vit drottning · f2 vit bonde · g2 vit bonde · h2 vit bonde · a1 vit torn · e1 vit torn · g1 vit kung | g5 vit löpare · c4 vit löpare · d4 vit bonde · e4 vit bonde · c3 vit springare · f3 vit springare · a2 vit bonde · b2 vit bonde · c2 vit bonde · d2 vit drottning · f2 vit bonde · g2 vit bonde · h2 vit bonde · a1 vit torn · e1 vit torn · g1 vit kung | g5 vit löpare · c4 vit löpare · d4 vit bonde · e4 vit bonde · c3 vit springare · f3 vit springare · a2 vit bonde · b2 vit bonde · c2 vit bonde · d2 vit drottning · f2 vit bonde · g2 vit bonde · h2 vit bonde · a1 vit torn · e1 vit torn · g1 vit kung | g5 vit löpare · c4 vit löpare · d4 vit bonde · e4 vit bonde · c3 vit springare · f3 vit springare · a2 vit bonde · b2 vit bonde · c2 vit bonde · d2 vit drottning · f2 vit bonde · g2 vit bonde · h2 vit bonde · a1 vit torn · e1 vit torn · g1 vit kung | g5 vit löpare · c4 vit löpare · d4 vit bonde · e4 vit bonde · c3 vit springare · f3 vit springare · a2 vit bonde · b2 vit bonde · c2 vit bonde · d2 vit drottning · f2 vit bonde · g2 vit bonde · h2 vit bonde · a1 vit torn · e1 vit torn · g1 vit kung | g5 vit löpare · c4 vit löpare · d4 vit bonde · e4 vit bonde · c3 vit springare · f3 vit springare · a2 vit bonde · b2 vit bonde · c2 vit bonde · d2 vit drottning · f2 vit bonde · g2 vit bonde · h2 vit bonde · a1 vit torn · e1 vit torn · g1 vit kung | g5 vit löpare · c4 vit löpare · d4 vit bonde · e4 vit bonde · c3 vit springare · f3 vit springare · a2 vit bonde · b2 vit bonde · c2 vit bonde · d2 vit drottning · f2 vit bonde · g2 vit bonde · h2 vit bonde · a1 vit torn · e1 vit torn · g1 vit kung | g5 vit löpare · c4 vit löpare · d4 vit bonde · e4 vit bonde · c3 vit springare · f3 vit springare · a2 vit bonde · b2 vit bonde · c2 vit bonde · d2 vit drottning · f2 vit bonde · g2 vit bonde · h2 vit bonde · a1 vit torn · e1 vit torn · g1 vit kung | 6 |
| 5 | g5 vit löpare · c4 vit löpare · d4 vit bonde · e4 vit bonde · c3 vit springare · f3 vit springare · a2 vit bonde · b2 vit bonde · c2 vit bonde · d2 vit drottning · f2 vit bonde · g2 vit bonde · h2 vit bonde · a1 vit torn · e1 vit torn · g1 vit kung | g5 vit löpare · c4 vit löpare · d4 vit bonde · e4 vit bonde · c3 vit springare · f3 vit springare · a2 vit bonde · b2 vit bonde · c2 vit bonde · d2 vit drottning · f2 vit bonde · g2 vit bonde · h2 vit bonde · a1 vit torn · e1 vit torn · g1 vit kung | g5 vit löpare · c4 vit löpare · d4 vit bonde · e4 vit bonde · c3 vit springare · f3 vit springare · a2 vit bonde · b2 vit bonde · c2 vit bonde · d2 vit drottning · f2 vit bonde · g2 vit bonde · h2 vit bonde · a1 vit torn · e1 vit torn · g1 vit kung | g5 vit löpare · c4 vit löpare · d4 vit bonde · e4 vit bonde · c3 vit springare · f3 vit springare · a2 vit bonde · b2 vit bonde · c2 vit bonde · d2 vit drottning · f2 vit bonde · g2 vit bonde · h2 vit bonde · a1 vit torn · e1 vit torn · g1 vit kung | g5 vit löpare · c4 vit löpare · d4 vit bonde · e4 vit bonde · c3 vit springare · f3 vit springare · a2 vit bonde · b2 vit bonde · c2 vit bonde · d2 vit drottning · f2 vit bonde · g2 vit bonde · h2 vit bonde · a1 vit torn · e1 vit torn · g1 vit kung | g5 vit löpare · c4 vit löpare · d4 vit bonde · e4 vit bonde · c3 vit springare · f3 vit springare · a2 vit bonde · b2 vit bonde · c2 vit bonde · d2 vit drottning · f2 vit bonde · g2 vit bonde · h2 vit bonde · a1 vit torn · e1 vit torn · g1 vit kung | g5 vit löpare · c4 vit löpare · d4 vit bonde · e4 vit bonde · c3 vit springare · f3 vit springare · a2 vit bonde · b2 vit bonde · c2 vit bonde · d2 vit drottning · f2 vit bonde · g2 vit bonde · h2 vit bonde · a1 vit torn · e1 vit torn · g1 vit kung | g5 vit löpare · c4 vit löpare · d4 vit bonde · e4 vit bonde · c3 vit springare · f3 vit springare · a2 vit bonde · b2 vit bonde · c2 vit bonde · d2 vit drottning · f2 vit bonde · g2 vit bonde · h2 vit bonde · a1 vit torn · e1 vit torn · g1 vit kung | 5 |
| 4 | g5 vit löpare · c4 vit löpare · d4 vit bonde · e4 vit bonde · c3 vit springare · f3 vit springare · a2 vit bonde · b2 vit bonde · c2 vit bonde · d2 vit drottning · f2 vit bonde · g2 vit bonde · h2 vit bonde · a1 vit torn · e1 vit torn · g1 vit kung | g5 vit löpare · c4 vit löpare · d4 vit bonde · e4 vit bonde · c3 vit springare · f3 vit springare · a2 vit bonde · b2 vit bonde · c2 vit bonde · d2 vit drottning · f2 vit bonde · g2 vit bonde · h2 vit bonde · a1 vit torn · e1 vit torn · g1 vit kung | g5 vit löpare · c4 vit löpare · d4 vit bonde · e4 vit bonde · c3 vit springare · f3 vit springare · a2 vit bonde · b2 vit bonde · c2 vit bonde · d2 vit drottning · f2 vit bonde · g2 vit bonde · h2 vit bonde · a1 vit torn · e1 vit torn · g1 vit kung | g5 vit löpare · c4 vit löpare · d4 vit bonde · e4 vit bonde · c3 vit springare · f3 vit springare · a2 vit bonde · b2 vit bonde · c2 vit bonde · d2 vit drottning · f2 vit bonde · g2 vit bonde · h2 vit bonde · a1 vit torn · e1 vit torn · g1 vit kung | g5 vit löpare · c4 vit löpare · d4 vit bonde · e4 vit bonde · c3 vit springare · f3 vit springare · a2 vit bonde · b2 vit bonde · c2 vit bonde · d2 vit drottning · f2 vit bonde · g2 vit bonde · h2 vit bonde · a1 vit torn · e1 vit torn · g1 vit kung | g5 vit löpare · c4 vit löpare · d4 vit bonde · e4 vit bonde · c3 vit springare · f3 vit springare · a2 vit bonde · b2 vit bonde · c2 vit bonde · d2 vit drottning · f2 vit bonde · g2 vit bonde · h2 vit bonde · a1 vit torn · e1 vit torn · g1 vit kung | g5 vit löpare · c4 vit löpare · d4 vit bonde · e4 vit bonde · c3 vit springare · f3 vit springare · a2 vit bonde · b2 vit bonde · c2 vit bonde · d2 vit drottning · f2 vit bonde · g2 vit bonde · h2 vit bonde · a1 vit torn · e1 vit torn · g1 vit kung | g5 vit löpare · c4 vit löpare · d4 vit bonde · e4 vit bonde · c3 vit springare · f3 vit springare · a2 vit bonde · b2 vit bonde · c2 vit bonde · d2 vit drottning · f2 vit bonde · g2 vit bonde · h2 vit bonde · a1 vit torn · e1 vit torn · g1 vit kung | 4 |
| 3 | g5 vit löpare · c4 vit löpare · d4 vit bonde · e4 vit bonde · c3 vit springare · f3 vit springare · a2 vit bonde · b2 vit bonde · c2 vit bonde · d2 vit drottning · f2 vit bonde · g2 vit bonde · h2 vit bonde · a1 vit torn · e1 vit torn · g1 vit kung | g5 vit löpare · c4 vit löpare · d4 vit bonde · e4 vit bonde · c3 vit springare · f3 vit springare · a2 vit bonde · b2 vit bonde · c2 vit bonde · d2 vit drottning · f2 vit bonde · g2 vit bonde · h2 vit bonde · a1 vit torn · e1 vit torn · g1 vit kung | g5 vit löpare · c4 vit löpare · d4 vit bonde · e4 vit bonde · c3 vit springare · f3 vit springare · a2 vit bonde · b2 vit bonde · c2 vit bonde · d2 vit drottning · f2 vit bonde · g2 vit bonde · h2 vit bonde · a1 vit torn · e1 vit torn · g1 vit kung | g5 vit löpare · c4 vit löpare · d4 vit bonde · e4 vit bonde · c3 vit springare · f3 vit springare · a2 vit bonde · b2 vit bonde · c2 vit bonde · d2 vit drottning · f2 vit bonde · g2 vit bonde · h2 vit bonde · a1 vit torn · e1 vit torn · g1 vit kung | g5 vit löpare · c4 vit löpare · d4 vit bonde · e4 vit bonde · c3 vit springare · f3 vit springare · a2 vit bonde · b2 vit bonde · c2 vit bonde · d2 vit drottning · f2 vit bonde · g2 vit bonde · h2 vit bonde · a1 vit torn · e1 vit torn · g1 vit kung | g5 vit löpare · c4 vit löpare · d4 vit bonde · e4 vit bonde · c3 vit springare · f3 vit springare · a2 vit bonde · b2 vit bonde · c2 vit bonde · d2 vit drottning · f2 vit bonde · g2 vit bonde · h2 vit bonde · a1 vit torn · e1 vit torn · g1 vit kung | g5 vit löpare · c4 vit löpare · d4 vit bonde · e4 vit bonde · c3 vit springare · f3 vit springare · a2 vit bonde · b2 vit bonde · c2 vit bonde · d2 vit drottning · f2 vit bonde · g2 vit bonde · h2 vit bonde · a1 vit torn · e1 vit torn · g1 vit kung | g5 vit löpare · c4 vit löpare · d4 vit bonde · e4 vit bonde · c3 vit springare · f3 vit springare · a2 vit bonde · b2 vit bonde · c2 vit bonde · d2 vit drottning · f2 vit bonde · g2 vit bonde · h2 vit bonde · a1 vit torn · e1 vit torn · g1 vit kung | 3 |
| 2 | g5 vit löpare · c4 vit löpare · d4 vit bonde · e4 vit bonde · c3 vit springare · f3 vit springare · a2 vit bonde · b2 vit bonde · c2 vit bonde · d2 vit drottning · f2 vit bonde · g2 vit bonde · h2 vit bonde · a1 vit torn · e1 vit torn · g1 vit kung | g5 vit löpare · c4 vit löpare · d4 vit bonde · e4 vit bonde · c3 vit springare · f3 vit springare · a2 vit bonde · b2 vit bonde · c2 vit bonde · d2 vit drottning · f2 vit bonde · g2 vit bonde · h2 vit bonde · a1 vit torn · e1 vit torn · g1 vit kung | g5 vit löpare · c4 vit löpare · d4 vit bonde · e4 vit bonde · c3 vit springare · f3 vit springare · a2 vit bonde · b2 vit bonde · c2 vit bonde · d2 vit drottning · f2 vit bonde · g2 vit bonde · h2 vit bonde · a1 vit torn · e1 vit torn · g1 vit kung | g5 vit löpare · c4 vit löpare · d4 vit bonde · e4 vit bonde · c3 vit springare · f3 vit springare · a2 vit bonde · b2 vit bonde · c2 vit bonde · d2 vit drottning · f2 vit bonde · g2 vit bonde · h2 vit bonde · a1 vit torn · e1 vit torn · g1 vit kung | g5 vit löpare · c4 vit löpare · d4 vit bonde · e4 vit bonde · c3 vit springare · f3 vit springare · a2 vit bonde · b2 vit bonde · c2 vit bonde · d2 vit drottning · f2 vit bonde · g2 vit bonde · h2 vit bonde · a1 vit torn · e1 vit torn · g1 vit kung | g5 vit löpare · c4 vit löpare · d4 vit bonde · e4 vit bonde · c3 vit springare · f3 vit springare · a2 vit bonde · b2 vit bonde · c2 vit bonde · d2 vit drottning · f2 vit bonde · g2 vit bonde · h2 vit bonde · a1 vit torn · e1 vit torn · g1 vit kung | g5 vit löpare · c4 vit löpare · d4 vit bonde · e4 vit bonde · c3 vit springare · f3 vit springare · a2 vit bonde · b2 vit bonde · c2 vit bonde · d2 vit drottning · f2 vit bonde · g2 vit bonde · h2 vit bonde · a1 vit torn · e1 vit torn · g1 vit kung | g5 vit löpare · c4 vit löpare · d4 vit bonde · e4 vit bonde · c3 vit springare · f3 vit springare · a2 vit bonde · b2 vit bonde · c2 vit bonde · d2 vit drottning · f2 vit bonde · g2 vit bonde · h2 vit bonde · a1 vit torn · e1 vit torn · g1 vit kung | 2 |
| 1 | g5 vit löpare · c4 vit löpare · d4 vit bonde · e4 vit bonde · c3 vit springare · f3 vit springare · a2 vit bonde · b2 vit bonde · c2 vit bonde · d2 vit drottning · f2 vit bonde · g2 vit bonde · h2 vit bonde · a1 vit torn · e1 vit torn · g1 vit kung | g5 vit löpare · c4 vit löpare · d4 vit bonde · e4 vit bonde · c3 vit springare · f3 vit springare · a2 vit bonde · b2 vit bonde · c2 vit bonde · d2 vit drottning · f2 vit bonde · g2 vit bonde · h2 vit bonde · a1 vit torn · e1 vit torn · g1 vit kung | g5 vit löpare · c4 vit löpare · d4 vit bonde · e4 vit bonde · c3 vit springare · f3 vit springare · a2 vit bonde · b2 vit bonde · c2 vit bonde · d2 vit drottning · f2 vit bonde · g2 vit bonde · h2 vit bonde · a1 vit torn · e1 vit torn · g1 vit kung | g5 vit löpare · c4 vit löpare · d4 vit bonde · e4 vit bonde · c3 vit springare · f3 vit springare · a2 vit bonde · b2 vit bonde · c2 vit bonde · d2 vit drottning · f2 vit bonde · g2 vit bonde · h2 vit bonde · a1 vit torn · e1 vit torn · g1 vit kung | g5 vit löpare · c4 vit löpare · d4 vit bonde · e4 vit bonde · c3 vit springare · f3 vit springare · a2 vit bonde · b2 vit bonde · c2 vit bonde · d2 vit drottning · f2 vit bonde · g2 vit bonde · h2 vit bonde · a1 vit torn · e1 vit torn · g1 vit kung | g5 vit löpare · c4 vit löpare · d4 vit bonde · e4 vit bonde · c3 vit springare · f3 vit springare · a2 vit bonde · b2 vit bonde · c2 vit bonde · d2 vit drottning · f2 vit bonde · g2 vit bonde · h2 vit bonde · a1 vit torn · e1 vit torn · g1 vit kung | g5 vit löpare · c4 vit löpare · d4 vit bonde · e4 vit bonde · c3 vit springare · f3 vit springare · a2 vit bonde · b2 vit bonde · c2 vit bonde · d2 vit drottning · f2 vit bonde · g2 vit bonde · h2 vit bonde · a1 vit torn · e1 vit torn · g1 vit kung | g5 vit löpare · c4 vit löpare · d4 vit bonde · e4 vit bonde · c3 vit springare · f3 vit springare · a2 vit bonde · b2 vit bonde · c2 vit bonde · d2 vit drottning · f2 vit bonde · g2 vit bonde · h2 vit bonde · a1 vit torn · e1 vit torn · g1 vit kung | 1 |
|   | a | b | c | d | e | f | g | h |   |

Ett av huvudmålen för öppningsspelet är att snabbt utveckla pjäserna så att de är så aktiva som möjligt och väl koordinerade med varandra. Om den ena spelaren får pjäserna i spel snabbare än motståndaren sägs den ha ett utvecklingsförsprång, vilket kan ge initiativet i partiet. För att undvika att tappa tempo bör man inte flytta samma pjäs flera gånger.
Det finns ett antal naturliga utvecklingsdrag. Bönderna på d- och e-linjerna flyttas i regel fram för att öppna diagonaler för löparna och damen. 
Springarna utvecklas oftast till c3 och f3 (eller motsvarande fält för svart) där de bevakar centrumfält och understödjer frammarschen med centrumbönderna. Löparna placeras på någon diagonal där de gör nytta beroende på bondeställningen, eller fianchetteras till b2 eller g2.
Det finns en tumregel som säger att springarna ska utvecklas innan löparna. Detta är inget självändamål men det är lättare för springarna att snabbt ta upp kampen om centrumfälten utan att själva bli angripna. Det är också lättare att tidigt avgöra var springarna ska placeras. 
Damen utvecklas ofta försiktigt bakom de egna bönderna initialt. Detta för att undvika att den blir utsatt för angrepp och tvingas flytta flera gånger.
Tornen kommer vanligen sist i spel eftersom de står i hörnen och behöver fria linjer för att agera. Det kan dröja in i mittspelet innan tornen aktivt deltar i spelet.

### Centrum och bondeställningen
|   | a | b | c | d | e | f | g | h |   |
| 8 | a7 svart bonde · b7 svart bonde · c7 svart bonde · f7 svart bonde · g7 svart bonde · h7 svart bonde · d6 svart bonde · e5 svart bonde · d4 vit bonde · e4 vit bonde · a2 vit bonde · b2 vit bonde · c2 vit bonde · f2 vit bonde · g2 vit bonde · h2 vit bonde | a7 svart bonde · b7 svart bonde · c7 svart bonde · f7 svart bonde · g7 svart bonde · h7 svart bonde · d6 svart bonde · e5 svart bonde · d4 vit bonde · e4 vit bonde · a2 vit bonde · b2 vit bonde · c2 vit bonde · f2 vit bonde · g2 vit bonde · h2 vit bonde | a7 svart bonde · b7 svart bonde · c7 svart bonde · f7 svart bonde · g7 svart bonde · h7 svart bonde · d6 svart bonde · e5 svart bonde · d4 vit bonde · e4 vit bonde · a2 vit bonde · b2 vit bonde · c2 vit bonde · f2 vit bonde · g2 vit bonde · h2 vit bonde | a7 svart bonde · b7 svart bonde · c7 svart bonde · f7 svart bonde · g7 svart bonde · h7 svart bonde · d6 svart bonde · e5 svart bonde · d4 vit bonde · e4 vit bonde · a2 vit bonde · b2 vit bonde · c2 vit bonde · f2 vit bonde · g2 vit bonde · h2 vit bonde | a7 svart bonde · b7 svart bonde · c7 svart bonde · f7 svart bonde · g7 svart bonde · h7 svart bonde · d6 svart bonde · e5 svart bonde · d4 vit bonde · e4 vit bonde · a2 vit bonde · b2 vit bonde · c2 vit bonde · f2 vit bonde · g2 vit bonde · h2 vit bonde | a7 svart bonde · b7 svart bonde · c7 svart bonde · f7 svart bonde · g7 svart bonde · h7 svart bonde · d6 svart bonde · e5 svart bonde · d4 vit bonde · e4 vit bonde · a2 vit bonde · b2 vit bonde · c2 vit bonde · f2 vit bonde · g2 vit bonde · h2 vit bonde | a7 svart bonde · b7 svart bonde · c7 svart bonde · f7 svart bonde · g7 svart bonde · h7 svart bonde · d6 svart bonde · e5 svart bonde · d4 vit bonde · e4 vit bonde · a2 vit bonde · b2 vit bonde · c2 vit bonde · f2 vit bonde · g2 vit bonde · h2 vit bonde | a7 svart bonde · b7 svart bonde · c7 svart bonde · f7 svart bonde · g7 svart bonde · h7 svart bonde · d6 svart bonde · e5 svart bonde · d4 vit bonde · e4 vit bonde · a2 vit bonde · b2 vit bonde · c2 vit bonde · f2 vit bonde · g2 vit bonde · h2 vit bonde | 8 |
| 7 | a7 svart bonde · b7 svart bonde · c7 svart bonde · f7 svart bonde · g7 svart bonde · h7 svart bonde · d6 svart bonde · e5 svart bonde · d4 vit bonde · e4 vit bonde · a2 vit bonde · b2 vit bonde · c2 vit bonde · f2 vit bonde · g2 vit bonde · h2 vit bonde | a7 svart bonde · b7 svart bonde · c7 svart bonde · f7 svart bonde · g7 svart bonde · h7 svart bonde · d6 svart bonde · e5 svart bonde · d4 vit bonde · e4 vit bonde · a2 vit bonde · b2 vit bonde · c2 vit bonde · f2 vit bonde · g2 vit bonde · h2 vit bonde | a7 svart bonde · b7 svart bonde · c7 svart bonde · f7 svart bonde · g7 svart bonde · h7 svart bonde · d6 svart bonde · e5 svart bonde · d4 vit bonde · e4 vit bonde · a2 vit bonde · b2 vit bonde · c2 vit bonde · f2 vit bonde · g2 vit bonde · h2 vit bonde | a7 svart bonde · b7 svart bonde · c7 svart bonde · f7 svart bonde · g7 svart bonde · h7 svart bonde · d6 svart bonde · e5 svart bonde · d4 vit bonde · e4 vit bonde · a2 vit bonde · b2 vit bonde · c2 vit bonde · f2 vit bonde · g2 vit bonde · h2 vit bonde | a7 svart bonde · b7 svart bonde · c7 svart bonde · f7 svart bonde · g7 svart bonde · h7 svart bonde · d6 svart bonde · e5 svart bonde · d4 vit bonde · e4 vit bonde · a2 vit bonde · b2 vit bonde · c2 vit bonde · f2 vit bonde · g2 vit bonde · h2 vit bonde | a7 svart bonde · b7 svart bonde · c7 svart bonde · f7 svart bonde · g7 svart bonde · h7 svart bonde · d6 svart bonde · e5 svart bonde · d4 vit bonde · e4 vit bonde · a2 vit bonde · b2 vit bonde · c2 vit bonde · f2 vit bonde · g2 vit bonde · h2 vit bonde | a7 svart bonde · b7 svart bonde · c7 svart bonde · f7 svart bonde · g7 svart bonde · h7 svart bonde · d6 svart bonde · e5 svart bonde · d4 vit bonde · e4 vit bonde · a2 vit bonde · b2 vit bonde · c2 vit bonde · f2 vit bonde · g2 vit bonde · h2 vit bonde | a7 svart bonde · b7 svart bonde · c7 svart bonde · f7 svart bonde · g7 svart bonde · h7 svart bonde · d6 svart bonde · e5 svart bonde · d4 vit bonde · e4 vit bonde · a2 vit bonde · b2 vit bonde · c2 vit bonde · f2 vit bonde · g2 vit bonde · h2 vit bonde | 7 |
| 6 | a7 svart bonde · b7 svart bonde · c7 svart bonde · f7 svart bonde · g7 svart bonde · h7 svart bonde · d6 svart bonde · e5 svart bonde · d4 vit bonde · e4 vit bonde · a2 vit bonde · b2 vit bonde · c2 vit bonde · f2 vit bonde · g2 vit bonde · h2 vit bonde | a7 svart bonde · b7 svart bonde · c7 svart bonde · f7 svart bonde · g7 svart bonde · h7 svart bonde · d6 svart bonde · e5 svart bonde · d4 vit bonde · e4 vit bonde · a2 vit bonde · b2 vit bonde · c2 vit bonde · f2 vit bonde · g2 vit bonde · h2 vit bonde | a7 svart bonde · b7 svart bonde · c7 svart bonde · f7 svart bonde · g7 svart bonde · h7 svart bonde · d6 svart bonde · e5 svart bonde · d4 vit bonde · e4 vit bonde · a2 vit bonde · b2 vit bonde · c2 vit bonde · f2 vit bonde · g2 vit bonde · h2 vit bonde | a7 svart bonde · b7 svart bonde · c7 svart bonde · f7 svart bonde · g7 svart bonde · h7 svart bonde · d6 svart bonde · e5 svart bonde · d4 vit bonde · e4 vit bonde · a2 vit bonde · b2 vit bonde · c2 vit bonde · f2 vit bonde · g2 vit bonde · h2 vit bonde | a7 svart bonde · b7 svart bonde · c7 svart bonde · f7 svart bonde · g7 svart bonde · h7 svart bonde · d6 svart bonde · e5 svart bonde · d4 vit bonde · e4 vit bonde · a2 vit bonde · b2 vit bonde · c2 vit bonde · f2 vit bonde · g2 vit bonde · h2 vit bonde | a7 svart bonde · b7 svart bonde · c7 svart bonde · f7 svart bonde · g7 svart bonde · h7 svart bonde · d6 svart bonde · e5 svart bonde · d4 vit bonde · e4 vit bonde · a2 vit bonde · b2 vit bonde · c2 vit bonde · f2 vit bonde · g2 vit bonde · h2 vit bonde | a7 svart bonde · b7 svart bonde · c7 svart bonde · f7 svart bonde · g7 svart bonde · h7 svart bonde · d6 svart bonde · e5 svart bonde · d4 vit bonde · e4 vit bonde · a2 vit bonde · b2 vit bonde · c2 vit bonde · f2 vit bonde · g2 vit bonde · h2 vit bonde | a7 svart bonde · b7 svart bonde · c7 svart bonde · f7 svart bonde · g7 svart bonde · h7 svart bonde · d6 svart bonde · e5 svart bonde · d4 vit bonde · e4 vit bonde · a2 vit bonde · b2 vit bonde · c2 vit bonde · f2 vit bonde · g2 vit bonde · h2 vit bonde | 6 |
| 5 | a7 svart bonde · b7 svart bonde · c7 svart bonde · f7 svart bonde · g7 svart bonde · h7 svart bonde · d6 svart bonde · e5 svart bonde · d4 vit bonde · e4 vit bonde · a2 vit bonde · b2 vit bonde · c2 vit bonde · f2 vit bonde · g2 vit bonde · h2 vit bonde | a7 svart bonde · b7 svart bonde · c7 svart bonde · f7 svart bonde · g7 svart bonde · h7 svart bonde · d6 svart bonde · e5 svart bonde · d4 vit bonde · e4 vit bonde · a2 vit bonde · b2 vit bonde · c2 vit bonde · f2 vit bonde · g2 vit bonde · h2 vit bonde | a7 svart bonde · b7 svart bonde · c7 svart bonde · f7 svart bonde · g7 svart bonde · h7 svart bonde · d6 svart bonde · e5 svart bonde · d4 vit bonde · e4 vit bonde · a2 vit bonde · b2 vit bonde · c2 vit bonde · f2 vit bonde · g2 vit bonde · h2 vit bonde | a7 svart bonde · b7 svart bonde · c7 svart bonde · f7 svart bonde · g7 svart bonde · h7 svart bonde · d6 svart bonde · e5 svart bonde · d4 vit bonde · e4 vit bonde · a2 vit bonde · b2 vit bonde · c2 vit bonde · f2 vit bonde · g2 vit bonde · h2 vit bonde | a7 svart bonde · b7 svart bonde · c7 svart bonde · f7 svart bonde · g7 svart bonde · h7 svart bonde · d6 svart bonde · e5 svart bonde · d4 vit bonde · e4 vit bonde · a2 vit bonde · b2 vit bonde · c2 vit bonde · f2 vit bonde · g2 vit bonde · h2 vit bonde | a7 svart bonde · b7 svart bonde · c7 svart bonde · f7 svart bonde · g7 svart bonde · h7 svart bonde · d6 svart bonde · e5 svart bonde · d4 vit bonde · e4 vit bonde · a2 vit bonde · b2 vit bonde · c2 vit bonde · f2 vit bonde · g2 vit bonde · h2 vit bonde | a7 svart bonde · b7 svart bonde · c7 svart bonde · f7 svart bonde · g7 svart bonde · h7 svart bonde · d6 svart bonde · e5 svart bonde · d4 vit bonde · e4 vit bonde · a2 vit bonde · b2 vit bonde · c2 vit bonde · f2 vit bonde · g2 vit bonde · h2 vit bonde | a7 svart bonde · b7 svart bonde · c7 svart bonde · f7 svart bonde · g7 svart bonde · h7 svart bonde · d6 svart bonde · e5 svart bonde · d4 vit bonde · e4 vit bonde · a2 vit bonde · b2 vit bonde · c2 vit bonde · f2 vit bonde · g2 vit bonde · h2 vit bonde | 5 |
| 4 | a7 svart bonde · b7 svart bonde · c7 svart bonde · f7 svart bonde · g7 svart bonde · h7 svart bonde · d6 svart bonde · e5 svart bonde · d4 vit bonde · e4 vit bonde · a2 vit bonde · b2 vit bonde · c2 vit bonde · f2 vit bonde · g2 vit bonde · h2 vit bonde | a7 svart bonde · b7 svart bonde · c7 svart bonde · f7 svart bonde · g7 svart bonde · h7 svart bonde · d6 svart bonde · e5 svart bonde · d4 vit bonde · e4 vit bonde · a2 vit bonde · b2 vit bonde · c2 vit bonde · f2 vit bonde · g2 vit bonde · h2 vit bonde | a7 svart bonde · b7 svart bonde · c7 svart bonde · f7 svart bonde · g7 svart bonde · h7 svart bonde · d6 svart bonde · e5 svart bonde · d4 vit bonde · e4 vit bonde · a2 vit bonde · b2 vit bonde · c2 vit bonde · f2 vit bonde · g2 vit bonde · h2 vit bonde | a7 svart bonde · b7 svart bonde · c7 svart bonde · f7 svart bonde · g7 svart bonde · h7 svart bonde · d6 svart bonde · e5 svart bonde · d4 vit bonde · e4 vit bonde · a2 vit bonde · b2 vit bonde · c2 vit bonde · f2 vit bonde · g2 vit bonde · h2 vit bonde | a7 svart bonde · b7 svart bonde · c7 svart bonde · f7 svart bonde · g7 svart bonde · h7 svart bonde · d6 svart bonde · e5 svart bonde · d4 vit bonde · e4 vit bonde · a2 vit bonde · b2 vit bonde · c2 vit bonde · f2 vit bonde · g2 vit bonde · h2 vit bonde | a7 svart bonde · b7 svart bonde · c7 svart bonde · f7 svart bonde · g7 svart bonde · h7 svart bonde · d6 svart bonde · e5 svart bonde · d4 vit bonde · e4 vit bonde · a2 vit bonde · b2 vit bonde · c2 vit bonde · f2 vit bonde · g2 vit bonde · h2 vit bonde | a7 svart bonde · b7 svart bonde · c7 svart bonde · f7 svart bonde · g7 svart bonde · h7 svart bonde · d6 svart bonde · e5 svart bonde · d4 vit bonde · e4 vit bonde · a2 vit bonde · b2 vit bonde · c2 vit bonde · f2 vit bonde · g2 vit bonde · h2 vit bonde | a7 svart bonde · b7 svart bonde · c7 svart bonde · f7 svart bonde · g7 svart bonde · h7 svart bonde · d6 svart bonde · e5 svart bonde · d4 vit bonde · e4 vit bonde · a2 vit bonde · b2 vit bonde · c2 vit bonde · f2 vit bonde · g2 vit bonde · h2 vit bonde | 4 |
| 3 | a7 svart bonde · b7 svart bonde · c7 svart bonde · f7 svart bonde · g7 svart bonde · h7 svart bonde · d6 svart bonde · e5 svart bonde · d4 vit bonde · e4 vit bonde · a2 vit bonde · b2 vit bonde · c2 vit bonde · f2 vit bonde · g2 vit bonde · h2 vit bonde | a7 svart bonde · b7 svart bonde · c7 svart bonde · f7 svart bonde · g7 svart bonde · h7 svart bonde · d6 svart bonde · e5 svart bonde · d4 vit bonde · e4 vit bonde · a2 vit bonde · b2 vit bonde · c2 vit bonde · f2 vit bonde · g2 vit bonde · h2 vit bonde | a7 svart bonde · b7 svart bonde · c7 svart bonde · f7 svart bonde · g7 svart bonde · h7 svart bonde · d6 svart bonde · e5 svart bonde · d4 vit bonde · e4 vit bonde · a2 vit bonde · b2 vit bonde · c2 vit bonde · f2 vit bonde · g2 vit bonde · h2 vit bonde | a7 svart bonde · b7 svart bonde · c7 svart bonde · f7 svart bonde · g7 svart bonde · h7 svart bonde · d6 svart bonde · e5 svart bonde · d4 vit bonde · e4 vit bonde · a2 vit bonde · b2 vit bonde · c2 vit bonde · f2 vit bonde · g2 vit bonde · h2 vit bonde | a7 svart bonde · b7 svart bonde · c7 svart bonde · f7 svart bonde · g7 svart bonde · h7 svart bonde · d6 svart bonde · e5 svart bonde · d4 vit bonde · e4 vit bonde · a2 vit bonde · b2 vit bonde · c2 vit bonde · f2 vit bonde · g2 vit bonde · h2 vit bonde | a7 svart bonde · b7 svart bonde · c7 svart bonde · f7 svart bonde · g7 svart bonde · h7 svart bonde · d6 svart bonde · e5 svart bonde · d4 vit bonde · e4 vit bonde · a2 vit bonde · b2 vit bonde · c2 vit bonde · f2 vit bonde · g2 vit bonde · h2 vit bonde | a7 svart bonde · b7 svart bonde · c7 svart bonde · f7 svart bonde · g7 svart bonde · h7 svart bonde · d6 svart bonde · e5 svart bonde · d4 vit bonde · e4 vit bonde · a2 vit bonde · b2 vit bonde · c2 vit bonde · f2 vit bonde · g2 vit bonde · h2 vit bonde | a7 svart bonde · b7 svart bonde · c7 svart bonde · f7 svart bonde · g7 svart bonde · h7 svart bonde · d6 svart bonde · e5 svart bonde · d4 vit bonde · e4 vit bonde · a2 vit bonde · b2 vit bonde · c2 vit bonde · f2 vit bonde · g2 vit bonde · h2 vit bonde | 3 |
| 2 | a7 svart bonde · b7 svart bonde · c7 svart bonde · f7 svart bonde · g7 svart bonde · h7 svart bonde · d6 svart bonde · e5 svart bonde · d4 vit bonde · e4 vit bonde · a2 vit bonde · b2 vit bonde · c2 vit bonde · f2 vit bonde · g2 vit bonde · h2 vit bonde | a7 svart bonde · b7 svart bonde · c7 svart bonde · f7 svart bonde · g7 svart bonde · h7 svart bonde · d6 svart bonde · e5 svart bonde · d4 vit bonde · e4 vit bonde · a2 vit bonde · b2 vit bonde · c2 vit bonde · f2 vit bonde · g2 vit bonde · h2 vit bonde | a7 svart bonde · b7 svart bonde · c7 svart bonde · f7 svart bonde · g7 svart bonde · h7 svart bonde · d6 svart bonde · e5 svart bonde · d4 vit bonde · e4 vit bonde · a2 vit bonde · b2 vit bonde · c2 vit bonde · f2 vit bonde · g2 vit bonde · h2 vit bonde | a7 svart bonde · b7 svart bonde · c7 svart bonde · f7 svart bonde · g7 svart bonde · h7 svart bonde · d6 svart bonde · e5 svart bonde · d4 vit bonde · e4 vit bonde · a2 vit bonde · b2 vit bonde · c2 vit bonde · f2 vit bonde · g2 vit bonde · h2 vit bonde | a7 svart bonde · b7 svart bonde · c7 svart bonde · f7 svart bonde · g7 svart bonde · h7 svart bonde · d6 svart bonde · e5 svart bonde · d4 vit bonde · e4 vit bonde · a2 vit bonde · b2 vit bonde · c2 vit bonde · f2 vit bonde · g2 vit bonde · h2 vit bonde | a7 svart bonde · b7 svart bonde · c7 svart bonde · f7 svart bonde · g7 svart bonde · h7 svart bonde · d6 svart bonde · e5 svart bonde · d4 vit bonde · e4 vit bonde · a2 vit bonde · b2 vit bonde · c2 vit bonde · f2 vit bonde · g2 vit bonde · h2 vit bonde | a7 svart bonde · b7 svart bonde · c7 svart bonde · f7 svart bonde · g7 svart bonde · h7 svart bonde · d6 svart bonde · e5 svart bonde · d4 vit bonde · e4 vit bonde · a2 vit bonde · b2 vit bonde · c2 vit bonde · f2 vit bonde · g2 vit bonde · h2 vit bonde | a7 svart bonde · b7 svart bonde · c7 svart bonde · f7 svart bonde · g7 svart bonde · h7 svart bonde · d6 svart bonde · e5 svart bonde · d4 vit bonde · e4 vit bonde · a2 vit bonde · b2 vit bonde · c2 vit bonde · f2 vit bonde · g2 vit bonde · h2 vit bonde | 2 |
| 1 | a7 svart bonde · b7 svart bonde · c7 svart bonde · f7 svart bonde · g7 svart bonde · h7 svart bonde · d6 svart bonde · e5 svart bonde · d4 vit bonde · e4 vit bonde · a2 vit bonde · b2 vit bonde · c2 vit bonde · f2 vit bonde · g2 vit bonde · h2 vit bonde | a7 svart bonde · b7 svart bonde · c7 svart bonde · f7 svart bonde · g7 svart bonde · h7 svart bonde · d6 svart bonde · e5 svart bonde · d4 vit bonde · e4 vit bonde · a2 vit bonde · b2 vit bonde · c2 vit bonde · f2 vit bonde · g2 vit bonde · h2 vit bonde | a7 svart bonde · b7 svart bonde · c7 svart bonde · f7 svart bonde · g7 svart bonde · h7 svart bonde · d6 svart bonde · e5 svart bonde · d4 vit bonde · e4 vit bonde · a2 vit bonde · b2 vit bonde · c2 vit bonde · f2 vit bonde · g2 vit bonde · h2 vit bonde | a7 svart bonde · b7 svart bonde · c7 svart bonde · f7 svart bonde · g7 svart bonde · h7 svart bonde · d6 svart bonde · e5 svart bonde · d4 vit bonde · e4 vit bonde · a2 vit bonde · b2 vit bonde · c2 vit bonde · f2 vit bonde · g2 vit bonde · h2 vit bonde | a7 svart bonde · b7 svart bonde · c7 svart bonde · f7 svart bonde · g7 svart bonde · h7 svart bonde · d6 svart bonde · e5 svart bonde · d4 vit bonde · e4 vit bonde · a2 vit bonde · b2 vit bonde · c2 vit bonde · f2 vit bonde · g2 vit bonde · h2 vit bonde | a7 svart bonde · b7 svart bonde · c7 svart bonde · f7 svart bonde · g7 svart bonde · h7 svart bonde · d6 svart bonde · e5 svart bonde · d4 vit bonde · e4 vit bonde · a2 vit bonde · b2 vit bonde · c2 vit bonde · f2 vit bonde · g2 vit bonde · h2 vit bonde | a7 svart bonde · b7 svart bonde · c7 svart bonde · f7 svart bonde · g7 svart bonde · h7 svart bonde · d6 svart bonde · e5 svart bonde · d4 vit bonde · e4 vit bonde · a2 vit bonde · b2 vit bonde · c2 vit bonde · f2 vit bonde · g2 vit bonde · h2 vit bonde | a7 svart bonde · b7 svart bonde · c7 svart bonde · f7 svart bonde · g7 svart bonde · h7 svart bonde · d6 svart bonde · e5 svart bonde · d4 vit bonde · e4 vit bonde · a2 vit bonde · b2 vit bonde · c2 vit bonde · f2 vit bonde · g2 vit bonde · h2 vit bonde | 1 |
|   | a | b | c | d | e | f | g | h |   |

Med centrum menas i första hand fälten d4, e4, d5 och e5. Även de närmast kringliggande fälten är viktiga eftersom man därifrån kontrollerar centrumfält.
Pjäser som befinner sig i centrum påverkar spelet på båda flyglarna och kan snabbare röra sig till olika delar av brädet. En springare på e5 är som exempel betydligt mer aktiv än en på a5.
Den traditionella uppfattningen är att det bästa sättet att skaffa sig centrumkontroll är att placera bönder där, med bönder på d4 och e4 (eller motsvarande för svart) som en idealisk uppställning. Den hypermoderna skolan har utmanat det synsättet och i vissa öppningar avvaktar man med att besätta centrum med bönder men inflytandet över centrumfälten är fortsatt viktigt.
Det finns ett antal vanliga bondestrukturer i centrum som påverkar planerna för partiet. Om centrum är låst och blockerat av bönder så måste man använda en annan strategi än om centrum är öppet.
Samtidigt som man söker kontroll över centrum så bör man undvika att skapa svagheter i bondeställningen som dubbelbönder, isolerade bönder, eller hål. Sådana svagheter är ibland av mindre betydelse i öppningen men kan ge problem senare i mitt- och slutspelet.

### Kungens säkerhet
Kungen står dåligt i utgångsställningen av flera skäl. Framför allt blir den utsatt om e-linjen öppnas och motståndaren har ett torn där. Den kan också bli utsatt för angrepp mot fältet f2 (eller f7) som bara garderas av kungen. Dessutom hindrar kungen ofta tornen från att utvecklas till de öppna linjer där man vill att de ska stå.
Det absolut vanligaste sättet att hantera detta är att föra kungen till ena hörnet genom rockad. Rockaden både får undan kungen från centrum och sätter tornet i spel. 
Även i rockadställningen kan kungen bli utsatt för angrepp. Därför behålls ofta några pjäser i närheten av kungen för att hjälpa till med försvaret av den. Man bör också normalt undvika att avancera med bönderna framför kungen.
Kort rockad är klart vanligare än lång. Om motståndaren rockerat kort, kan lång rockad vara en signal till angrepp på kungsflygeln.
Undantagsvis kan kungen dröja sig kvar på centrumlinjerna. Det gäller i första hand om damerna och andra pjäser byts av snabbt och partiet är på väg mot ett tidigt slutspel. Det kan också gälla om centrum är låst och det är svårt att öppna angreppslinjer mot kungen. 

## Klassificering av öppningar
En vanlig uppdelning av öppningar är i:
- Öppna spel – vit börjar med 1.e4 och svart svarar med 1…e5.
- Halvöppna spel – vit börjar med 1.e4 och svart svarar med ett annat drag än 1…e5.
- Slutna spel – vit börjar med 1.d4 och svart svarar med 1…d5.
- Halvslutna spel – vit börjar med 1.d4 och svart svarar med ett annat drag än 1…d5.
- Flanköppningar – vit börjar med ett drag på någon av flankerna, det vill säga ett annat drag än med centrumbönderna på d- och e-linjerna.
- Oregelbundna öppningar – ovanliga eller okonventionella öppningar.

Beteckningarna ”öppna” och ”slutna”, ska inte tas för bokstavligt – det finns e4-varianter som är mycket slutna och tvärtom.
En väletablerad identifikation av öppningar är den så kallade ECO-klassificeringen som lanserades på 1970-talet av standardverket Encyclopedia of Chess Openings. Enligt detta system tilldelas de olika öppningsvarianterna en teckenkombination om en bokstav och två siffror. Exempelvis behandlas franskt parti under C00 till C19. Verket publicerades ursprungligen i fem volymer och bokstaven anger vilken av dessa volymer öppningen hör till; volym A är flanköppningar, B är halvöppna spel förutom franskt parti, C är öppna spel och franskt parti, D är slutna och halvslutna spel (förutom de flesta indiska försvaren) och E är indiska försvar.

## Namngivning av öppningar
De flesta öppningar och varianter har fått namn efter en geografisk plats där de har analyserats eller spelats, eller efter spelare som har gjort det. I många fall har de dock fått sina namn långt senare. Öppningar med namn efter geografiska platser har i regel "parti" som tillägg, till exempel spanskt parti och sicilianskt parti. 
Öppningar som har namn efter personer har ofta tillägget "öppning" om det är en öppning vald av vit, eller "försvar" om det är en öppning vald av svart. Exempel: Rétis öppning och Aljechins försvar. 
Öppningar som innebär ett bondeoffer har tillägget "gambit", till exempel damgambit. Andra namn beskriver karaktären på öppningen, som fyrspringarspel där alla fyra springarna utvecklas. Öppningar där den exakta dragföljden är mindre viktig och samma idéer kan användas oavsett hur motståndaren svarar kallas ibland för "system", till exempel Londonsystemet.
När en öppning spelas med omvända färger, det vill säga vit gör de drag som svart normalt gör och tvärtom, så heter det "i förhand" eller "i efterhand". Till exempel är sicilianskt parti 1.e4 c5 medan sicilianskt i förhand (en variant av engelskt parti) är 1.c4 e5. Ett annat exempel är kungsindiskt i förhand där vit spelar som svart gör i kungsindiskt försvar. Här följer den svenska nomenklaturen mer den tyska och avviker från den engelska där man i stället pratar om Reversed Sicilian och King's Indian Attack.
En del namn har ändrats över tiden. Två exempel på detta är Philidors försvar som tidigare kallades franskt springarspel, och Benkögambit som tidigare kallades Volgagambit.
Bland öppningsnamn med svensk anknytning finns skandinaviskt parti, den svenska varianten i damgambit, nordisk gambit, Englundgambit (efter Fritz Englund) och Lundins försvar (efter Erik Lundin).

## Spelöppningsteori

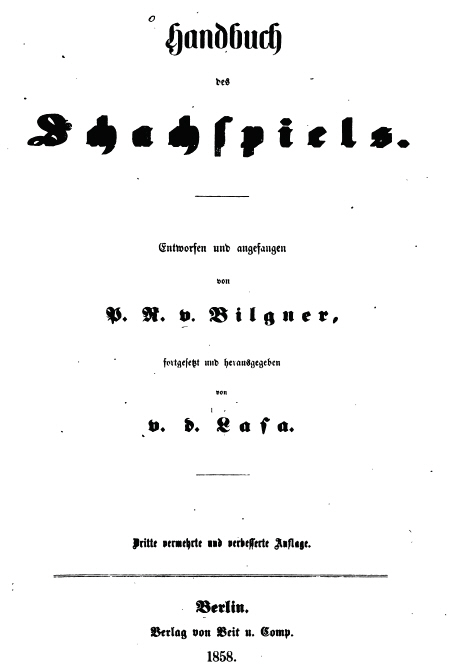
En utgåva av Handbuch des Schachspiels från 1858

Spelöppningsteorin beskriver öppningar och varianter, hur man bäst ska spela dem och om de leder till en fördel för vit eller svart.
Det finns mer schacklitteratur om öppningen än om någon annan del av spelet, och många spelare lägger ner mycket tid på att studera och förbereda öppningar.
De viktigaste öppningarna har teori som sträcker sig upp till 20 drag och det finns enstaka varianter som går upp till 30–35 drag.
Den äldsta teorin går tillbaka till slutet av 1400-talet då öppningar började studeras efter förändringarna av reglerna under andra halvan av 1400-talet. Två tidiga verk är den första tryckta schackboken Repeticion de Amores y Arte de Ajedrez av Luis Ramírez de Lucena från 1497 och Göttingenmanuskriptet från ungefär samma tid.
Under 1800-talet blev studiet av öppningar mer systematiskt. 1843 publicerades den första utgåvan av  Handbuch des Schachspiels  av Paul Rudolf von Bilguer och Tassilo von Heydebrand und der Lasa. Handboken kom ut i flera utgåvor och var under lång tid det viktigaste referensverket om öppningar.
På svenska var Ludvig Collijns Lärobok i schack (första utgåvan 1898) viktig liksom de senare översättningarna av Max Euwes böcker om Spelöppningsteori (från 1930-talet) och Gideon Ståhlbergs Modern spelöppningsteori i schack (från 1953).
Under 1900-talet blev engelskspråkig öppningslitteratur dominerande, med bland andra Modern Chess Openings som kommit i olika utgåvor under nästan 100 år.
1966 publicerades för första gången Informator som kommer ut regelbundet med kommenterade partier från större turneringar. Innan datorer och partidatabaser blev allmänt spridda hade Informator en mycket stor betydelse. Partierna är kommenterade med symboler i stället för ord och är alltså språkoberoende.
Samma förlag ger sedan 1974 också ut Encyclopedia of Chess Openings i fem volymer. Den använder samma system med symboler.
Numera finns tusentals böcker, datorprogram och partidatabaser. Elitspelare som förbereder sig kan se vilka varianter motståndaren brukar spela och anpassa sig till det. 
Inför viktiga matcher eller turneringar förbereder elitspelare teorinyheter (TN i schacknotation) för att överraska motståndaren.
För spelare på lägre nivå är det viktigare att förstå de grundläggande idéerna bakom öppningarna än att memorera långa varianter.

## Öppningarnas popularitet
Populariteten hos olika öppningar har varierat över tiden.
Fram till slutet av 1800-talet befann man sig i den romantiska eran med fantasifulla angreppspartier. De öppna spelen dominerade totalt under den här tiden.
Därefter tog den klassiska skolan som introducerades av Wilhelm Steinitz på 1870-talet över. Det innebar mer strategiskt eller positionellt spel och ledde till en uppgång för de slutna spelen, framför allt damgambit.
På 1920-talet växte hypermodernismen fram med nya idéer om centrum. Asymmetriska öppningar som de halvöppna spelen, i första hand de indiska försvaren, blev vanliga. Även sicilianskt parti (bland de halvöppna spelen) har ökat kraftigt i popularitet, liksom engelskt parti (i gruppen Övriga i tabellen).
Tabellen nedan visar hur vanliga de olika öppningsfamiljerna har varit under 1800- och 1900-talet.
| Öppning         | 1800–1900 | 1901–1935 | 1935–1998 |
| --------------- | --------- | --------- | --------- |
| Öppna spel      | 64 %      | 31 %      | 15 %      |
| Halvöppna spel  | 23 %      | 20 %      | 35 %      |
| Slutna spel     | 10 %      | 28 %      | 15 %      |
| Halvslutna spel | 3 %       | 16 %      | 23 %      |
| Övriga          | 3 %       | 5 %       | 12 %      |